# Canápolis (kommun i Brasilien, Minas Gerais)
Canápolis är en kommun i Brasilien.   Den ligger i delstaten Minas Gerais, i den sydöstra delen av landet, 400 km söder om huvudstaden Brasília. Antalet invånare är 11 357.
Omgivningarna runt Canápolis är en mosaik av jordbruksmark och naturlig växtlighet. Runt Canápolis är det glesbefolkat, med 9 invånare per kvadratkilometer.